# مصفوفات باولي

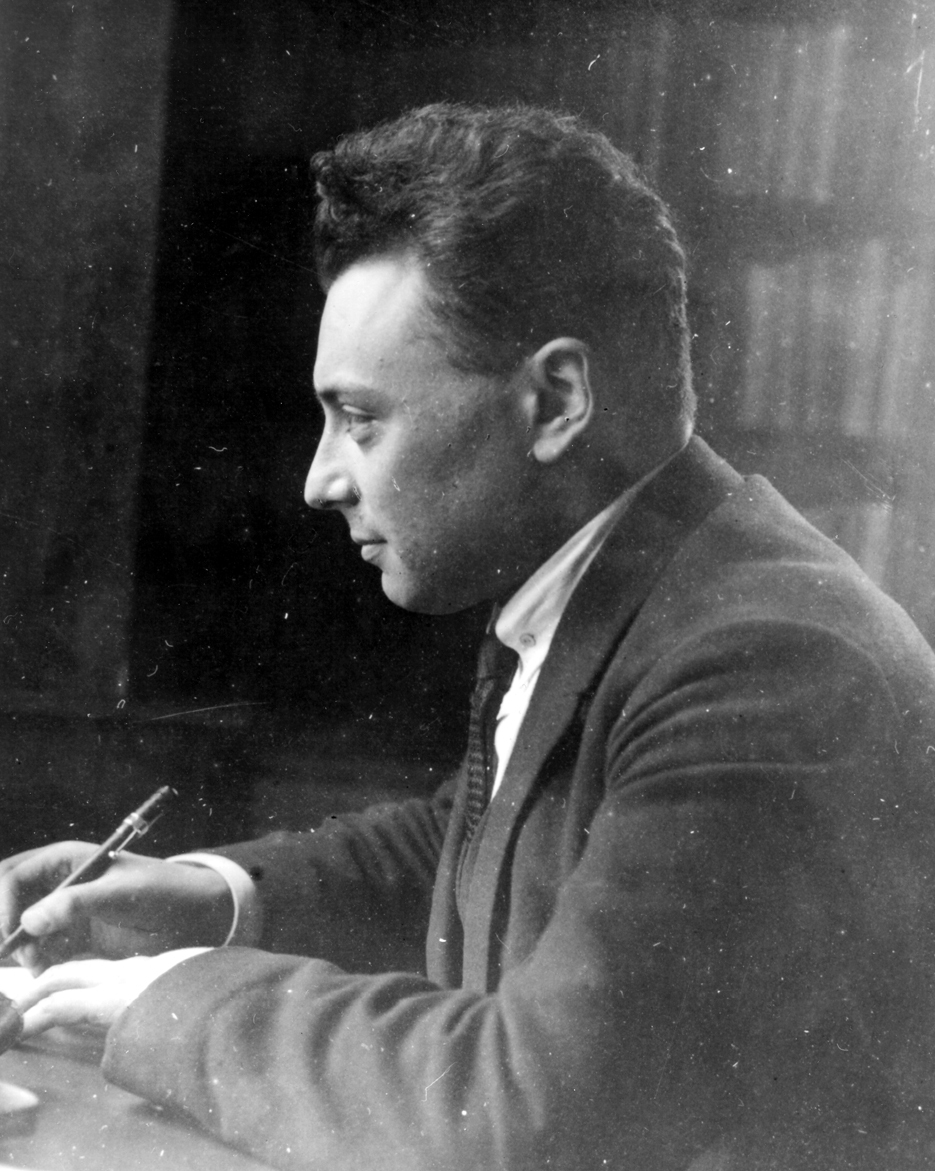

في الفيزياء الرياضية والرياضيات، مصفوفات باولي هي مجموعة ثلاث مصفوفات (2×2) هيرميتية عقدية. وضعها باولي ولها تطبيقات عديدة ضمن ميكانيكا الكم.
المصفوفات هي كالتالي :
{\displaystyle \sigma _{1}=\sigma _{x}={\begin{pmatrix}0&1\\1&0\end{pmatrix}}}
{\displaystyle \sigma _{2}=\sigma _{y}={\begin{pmatrix}0&-i\\i&0\end{pmatrix}}}
{\displaystyle \sigma _{3}=\sigma _{z}={\begin{pmatrix}1&0\\0&-1\end{pmatrix}}}
غالبا ما يتم إضافة مصفوفة رابعة :
{\displaystyle \sigma _{0}=I_{2,2}={\begin{pmatrix}1&0\\0&1\end{pmatrix}}}

## اقرأ أيضاً
- مصفوفة